# Sommer der Krüppelbewegung
Sommer der Krüppelbewegung (Crip Camp) ist ein amerikanischer Dokumentarfilm aus dem Jahr 2020. Der Dokumentarfilm berichtet über das 1971 stattfindende Camp Jened, ein Sommercamp in New York, das als „lockeres, freigeistiges Camp für Jugendliche mit Behinderung“ beschrieben wird.

## Handlung
Der Dokumentarfilm beginnt in dem kleinen Camp für Jugendliche mit Behinderung in den Catskill Mountains im Bundesstaat New York. Das Camp bildet einen Zufluchtsort für die Kinder und Jugendlichen, in dem sie frei von Diskriminierung und Vorurteilen endlich akzeptiert werden. Thematisiert wird auch eine Haltungsänderung der Betreuer innerhalb des Camps, im Film wird diese mit folgenden Worten eines Betreuers zum Ausdruck gebracht: „Wir haben damals verstanden, dass nicht die behinderten Jugendlichen das Problem waren, sondern wir waren das Problem – wir, die Nichtbehinderten, unsere Vorstellungen über Behinderung.“ Im Camp können die Jugendlichen eine ganz normale Zeit haben. Sie finden die erste Liebe, machen Party und philosophieren über Gott und die Welt. Viele der Jugendlichen nutzen ihre im Camp gefundene Energie, um anschließend politische Veränderung zu fordern. Sie akzeptierten ihren Status als Bürger zweiter Klasse nicht länger und werden Teil einer Bürgerrechtsbewegung.

## Entstehung
James LeBrecht und Nicole Newnham arbeiteten schon 15 Jahre lang zusammen als Co-Producer. Als James LeBrecht, der auf Grund von Spina bifida auf einen Rollstuhl angewiesen ist, Newnham über sein Leben im Sommercamp erzählte, kam ihnen die Idee zu diesem Film. Der Film wurde von Michelle und Barack Obama produziert.

## Veröffentlichung und Auszeichnungen
Sommer der Krüppelbewegung feierte seine weltweite Premiere am 23. Januar 2020 beim Sundance Film Festival 2020, und gewann Auszeichnungen für „best writing and best editing“. Am 26. März 2020 wurde der Film von Netflix in den Katalog aufgenommen.
2021 wurde der Film für einen Oscar als Bester Dokumentarfilm nominiert.

## Kritik
Sebastian Groß schreibt auf Moviebreak.de, der Dokumentarfilm zeige „mit einfachen aber effektiven Mitteln (On- und Off-Sprecher, Archivaufnahmen) die Relevanz eines jeden menschlichen Lebens“. Er vermittle „wahre Geschichten und richtige Absichten auf einer Augenhöhe.“